# Yúliya Jakimova
Yúliya Jakimova –en ruso, Юлия Хакимова– (28 de febrero de 1981) es una deportista rusa que compitió en esgrima, especialista en la modalidad de florete.
Ganó cuatro medallas en el Campeonato Mundial de Esgrima entre los años 2001 y 2007, y dos medallas en el Campeonato Europeo de Esgrima, oro en 2006 y bronce en 2002.

## Palmarés internacional
| Campeonato Mundial | Campeonato Mundial      | Campeonato Mundial | Campeonato Mundial  |
| Año                | Lugar                   | Medalla            | Prueba              |
| ------------------ | ----------------------- | ------------------ | ------------------- |
| 2001               | Nimes (Francia)         | Medalla de plata   | Florete por equipos |
| 2002               | Lisboa (Portugal)       | Medalla de oro     | Florete por equipos |
| 2006               | Turín (Italia)          | Medalla de oro     | Florete por equipos |
| 2007               | San Petersburgo (Rusia) | Medalla de plata   | Florete por equipos |
| Campeonato Europeo |                         |                    |                     |
| Año                | Lugar                   | Medalla            | Prueba              |
| 2002               | Moscú (Rusia)           | Medalla de bronce  | Florete por equipos |
| 2006               | Esmirna (Turquía)       | Medalla de oro     | Florete por equipos |